# Base Aeronaval de La Pesca
La Base Aeronaval de La Pesca (Código OACI: MM22 - Código DGAC: LPE) es un aeródromo militar operado por la Armada de México ubicado en la población de La Pesca en el municipio de Soto la Marina, Tamaulipas.

## Características
El aeródromo cuenta con una pista de aterrizaje de 2,071 metros de longitud y 24 metros de anchura, lo que lo hace un aeropuerto tipo B4 según el Código de Referencia Aeroportuario, tiene una plataforma de aviación de 9,000 metros cuadrados y facilidades de radiocomunicación mediante su torre de control, lo que permite la operación de aeronaves medianas y pequeñas, sin embargo, este aeródromo no cuenta con ningún servicio para aeronaves civiles.

## Planes de reubicación y expansión
En 2010 se planteó a través de la Secretaría de Obras Públicas y Desarrollo Urbano del Gobierno de Tamaulipas la creación de un nuevo aeropuerto comercial a unas 10 millas al noroeste de la actual base aeronaval y 3 km al sur de la comunidad de Benito Juárez en el municipio de Soto la Marina, dicho aeropuerto sería construido en un terreno de 434 hectáreas y contaría con una pista de aterrizaje de 2,500 metros de longitud y 45 metros de ancho, plataforma de aviación comercial de 10,489 metros cuadrados y plataforma de aviación general de 4,833 metros cuadrados, contaría además con edificio terminal, torre de control, edificio para cuerpo de rescate y extinción de incendios, estacionamiento, almacenamiento y distribución de combustibles, planta tratadora de aguas residuales; la pista contaría con luces PAPI en las cabeceras 16 y 34, radiofaro omnidireccional VHF/DME y conos de viento iluminados en ambas cabeceras.
Para el año 2011 el proyecto del nuevo aeropuerto habría sido cancelado junto con el proyecto Costa Lora por falta de fondos, sin embargo, en 2014 se propuso rehabilitar y modernizar el Aeródromo de La Pesca a través de Aeropuertos y Servicios Auxiliares.

## Accidentes e incidentes
El 17 de octubre de 1965 una aeronave Beechcraft 35 Bonanza con matrícula N1488G operada por Houston Air Ce colisionó contra edificios durante su ascenso inicial después de despegar del Aeródromo de La Pesca, ocasionando que la aeronave se incendiara matando al piloto.